# Xian de Guangde
Le xian de Guangde (广德县 ; pinyin : Guǎngdé Xiàn) est un district administratif de la province de l'Anhui en Chine. Il est placé sous la juridiction de la ville-préfecture de Xuancheng.

## Démographie
La population du district était de 506 299 habitants en 1999.

## Réseau routier
La route nationale 318 (ou G318), d'une longueur de 5 476 kilomètres, qui relie Shanghai à la frontière népalaise, traverse le xian.